# Alcolea de Cinca
Alcolea de Cinca (in aragonesischer Sprache Alcoleya de Zinca) ist ein Municipio in der autonomen Gemeinschaft Aragonien in Spanien. Es gehört der Provinz Huesca an. 2024 hatte die Gemeinde 1.109 Einwohner auf einer Fläche von 83 km².

## Lage
Alcolea de Cinca liegt 90 Kilometer südöstlich von Huesca und etwa 50 Kilometer nordwestlich von Lleida. Östlich des Municipios verläuft der Río Cinca. Etwa zweieinhalb Kilometer nordnordwestlich der Ortschaft liegt der Flugplatz.

## Geschichte
Ursprünglich war Alcolea eine arabische Siedlung, deren Name sich vom Kalkstein ableitete. 1089 wurde die Siedlung erstmals erwähnt, 1102 geriet sie dann in die Hände der christlichen Eroberer.
1223 wurde hier das Kloster Santa Fe als Filiation des Klosters Bonnefont gegründet, aber wegen der Unsicherheiten um 1341/1343 in die Nähe von Saragossa verlegt.
Im 18. Jahrhundert wurde hier die Bruderschaft des Heiligen Christus von Los Milagros gegründet.

## Bevölkerungsentwicklung
| 1900 | 1910 | 1920 | 1930 | 1940 | 1950 | 1960 | 1970 | 1981 | 1991 | 1996 | 2005 | 2012 | 2020 |
| ---- | ---- | ---- | ---- | ---- | ---- | ---- | ---- | ---- | ---- | ---- | ---- | ---- | ---- |
| 2299 | 2246 | 2287 | 1809 | 1770 | 1692 | 1516 | 1589 | 1279 | 1209 | 1245 | 1252 | 1141 | 1177 |

## Sehenswürdigkeiten
- Johanneskirche (Iglesia San Juan Bautista)
- Archäologische Fundstelle La Codera

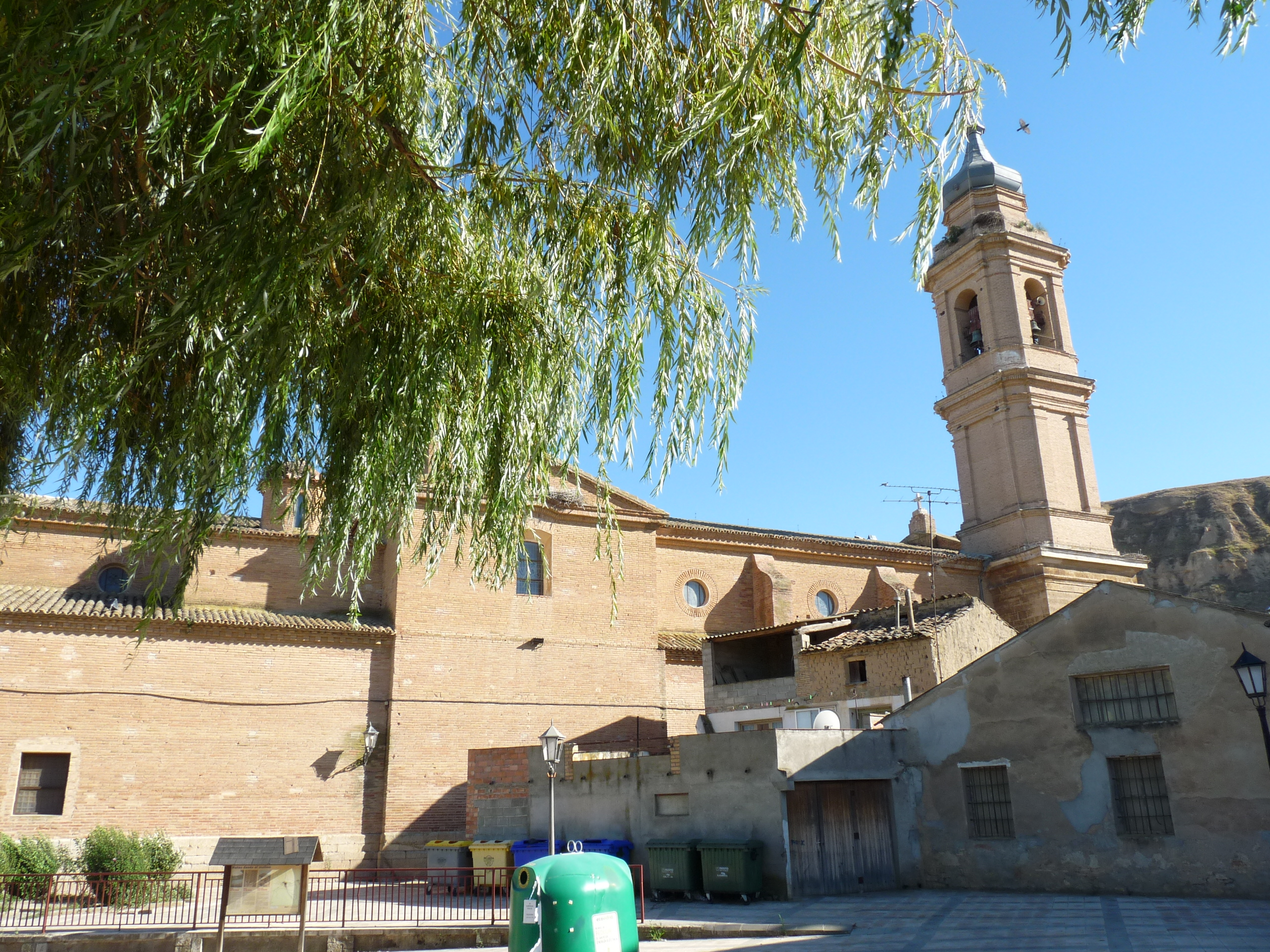
Iglesia San Juan Bautista
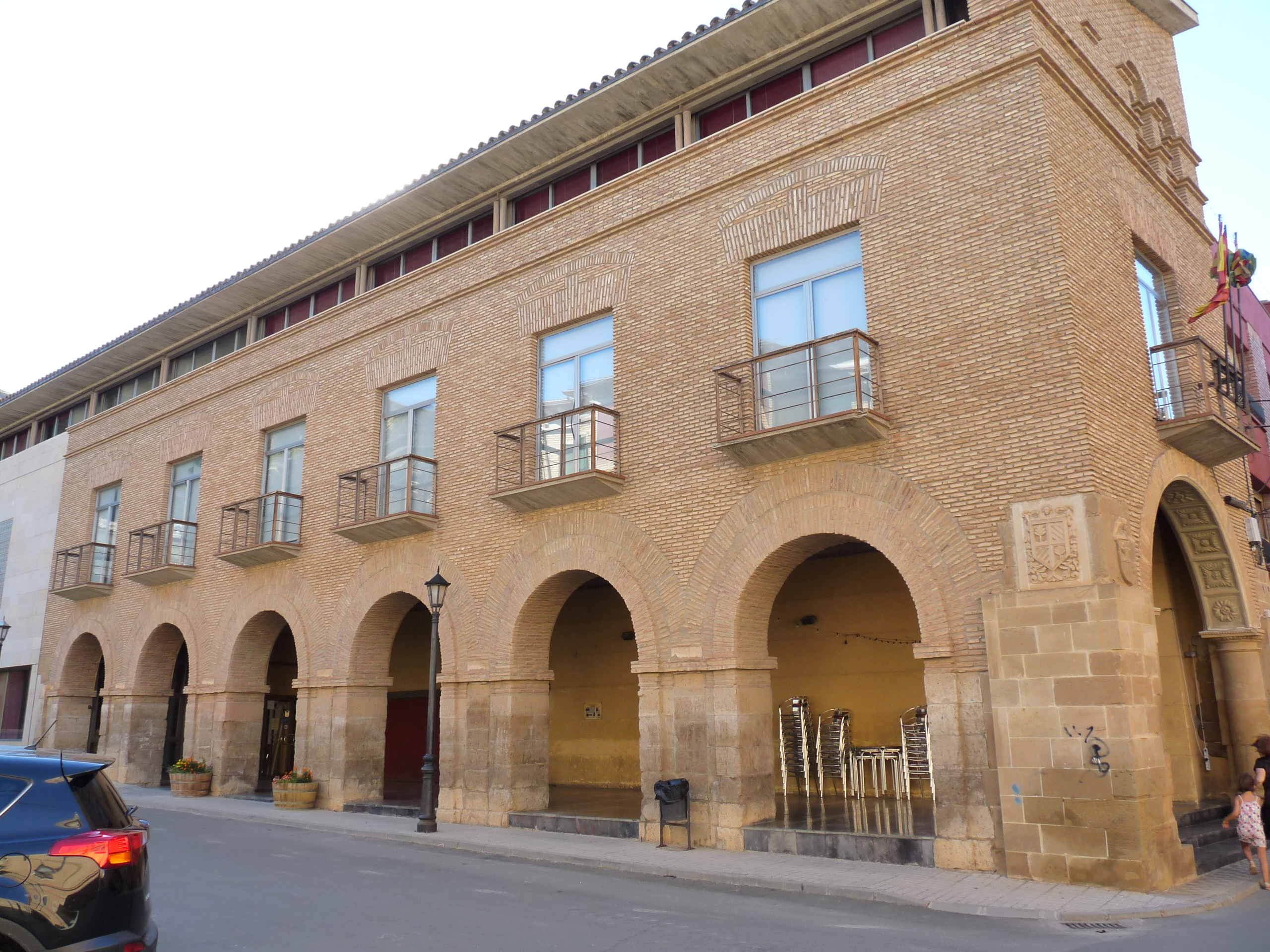
Palacio de los Alba

## Persönlichkeiten
- Bernat Guillem I. d’Entença (um 1237 gestorben), katalanischer Adeliger
- Bernat Guillem II. d’Entença (um 1296 gestorben), katalanischer Adeliger
- Gombau d’Entença (um 1308 gestorben), katalanischer Adeliger
- Teresa d’Entença (um 1327 gestorben), Gräfin von Urgell
- José Manuel Blecua Teijeiro (1913–2003), Romanist
- Ánchel Conte (* 1942), Schriftsteller, Kommunist